# Radu Drăgușin
Radu Matei Drăgușin (Bucareste, 3 de fevereiro de 2002) é um futebolista profissional romeno que atua como zagueiro. Atualmente defende o Tottenham Hotspur e a Seleção Romena de Futebol.

## Carreira

### Juventus
Em 2018, com o interesse do Chelsea, Paris Saint-Germain e Atlético de Madrid, Drăgușin foi transferido para o clube italiano Juventus por uma taxa de €260.000. Inicialmente assinado como jogador sub-17, ele rapidamente se mudou para o time sub-19. Em 25 de janeiro de 2020, no meio da temporada 2019-20 da Série C, Drăgușin fez sua estreia pela Juventus B contra o Pro Patria, entrando aos 36 minutos, substituindo Raffaele Alcibiade.
Em 8 de novembro, ele foi selecionado para o time principal por Andrea Pirlo para uma partida da Série A contra a Lazio. Ele fez sua estreia no clube em 2 de dezembro, aparecendo como substituto na vitória por 3 a 0 em casa sobre o Dínamo de Kiev na fase de grupos da Liga dos Campeões da UEFA. A estreia de Drăgușin na liga foi feita 11 dias depois, entrando aos 90 minutos substituindo Matthijs de Ligt na vitória por 3 a 1 fora de casa sobre o Genoa.
Em 13 de janeiro de 2021, Drăgușin começou sua primeira partida na Coppa Italia, quando seu time derrotou o Genoa por 3–2 após a prorrogação. Seu primeiro gol na carreira veio em 13 de fevereiro de 2021, em uma vitória por 3 a 0 fora de casa para o AlbinoLeffe. Em abril, as atuações de Drăgușin lhe renderam uma extensão de contrato de quatro anos com a Juventus.

#### Empréstimo a Sampdoria e Salernitana
Em 31 de agosto de 2021, Drăgușin foi emprestado ao clube da Série A, Sampdoria, por uma temporada. Ele estreou em 22 de outubro, em uma vitória por 2 a 1 sobre o Spezia, na qual substituiu o lesionado Valerio Verre aos 19 minutos. Cinco dias depois, ele jogou os 90 minutos completos em uma derrota por 1 a 3 para a Atalanta.
Em 31 de janeiro de 2022, após seu empréstimo à Sampdoria ter sido interrompido prematuramente, Drăgușin mudou-se para a Salernitana por empréstimo pelo restante da temporada. Ele fez sua estreia pelo time em 7 de fevereiro, começando em um empate por 2 a 2 com o Spezia.

### Genoa
Em 14 de julho de 2022, Drăgușin foi emprestado ao Genoa, da Série B, com opção de compra. Em 25 de janeiro de 2023, seu agente anunciou que a cláusula de transferência permanente havia sido acionada após ele atingir vários objetivos, com a taxa sendo de cerca de €5,5 milhões mais €1,8 milhões em bônus condicionais. Ele acumulou 40 partidas e quatro gols em todas as competições durante a temporada 2022-23, quando o Genoa terminou em segundo na liga e ganhou a promoção direta para a Série A.
Drăgușin marcou seu primeiro gol na última competição em 10 de novembro de 2023, em uma vitória em casa por 1 a 0 sobre o Hellas Verona.

### Tottenham Hotspur
Em 11 de janeiro de 2024, em meio a relatos de ofertas de transferência do Tottenham Hotspur e do Bayern de Munique, Drăgușin se juntou ao Tottenham um contrato até junho de 2030.
Drăgușin fez sua estreia na Premier League em 14 de janeiro, entrando como substituto aos 85 minutos para Oliver Skipp em um empate por 2 a 2 contra o Manchester United. Ele fez sua primeira partida completa pelo Tottenham em uma derrota por 3 a 0 para o Fulham em 16 de março.

## Carreira internacional
Drăgușin foi convocado para a seleção principal da Romênia pela primeira vez em março de 2022, e no dia 25 daquele mês fez sua estreia ao entrar aos 88 minutos de uma derrota de 0-1 para a Grécia em um amistoso.
Em 7 de junho de 2024, Drăgușin foi convocado para a seleção da Romênia para a Euro 2024. Ele começou em todas as quatro partidas do torneio, formando uma parceria defensiva com Andrei Burcă, já que a seleção passou de seu grupo, mas foi eliminada pela Holanda nas oitavas de final.
Drăgușin marcou seu primeiro gol internacional pela Romênia em 12 de outubro de 2024, em uma vitória por 3 a 0 fora de casa contra o Chipre, válida pela edição de 2024-25 da Liga das Nações.

## Títulos

#### Juventus
- Coppa Italia: 2020-21
- Supercopa da Itália: 2020